# بيل هاو
بيل هاو (بالإنجليزية: Bill Howe)‏ هو لاعب كرة قاعدة أمريكي، ولد في 27 مايو 1922، وتوفي في 26 يونيو 2007.